# Conus puncticulatus
Conus puncticulatus é uma espécie de gastrópode da família Conidae. Pode ser encontrada de Honduras ao Amapá, no Brasil.
Politípica, com duas subespécies reconhecidas:
- Conus puncticulatus puncticulatus Hwass, 1792
- Conus puncticulatus columba Hwass, 1792